# Драгунський Віктор Юзефович
Драгу́нський Ві́ктор Ю́зефович (нар. 1 грудня 1913, Нью-Йорк — пом. 6 травня 1972, Москва) — радянський актор і письменник-прозаїк, автор оповідань для дітей.

## Біографія
Народився 1 грудня 1913 року в Нью-Йорку, в єврейській родині емігрантів з Росії Юди Перцовського (1894—1918) та Ріти Драгунської (1895—1967). Незабаром після цього батьки повернулися на батьківщину і влаштувалися в Гомелі. Під час війни батько Віктора помер від тифу. Його вітчимом став І. Войцехович, червоний комісар, загиблий в 1920 р. У 1922 році з'явився інший вітчим — актор єврейського театру Михайло Рубін (1894—1962), разом з яким сім'я об'їздила всю країну, в 1925 році переїхали до Москви. У майбутньому Рубін залишив родину та переїхав до США, де став режисером єврейського театру.
Віктор рано почав працювати, щоб забезпечити собі прожиток. У 1930 році, вже працюючи, він став відвідувати «Літературно-театральні майстерні» О. Дикого. У 1935 році почав виступати як актор у Театрі транспорту (нині Театр ім. М. В. Гоголя).
Одночасно Драгунський займався літературною роботою: писав фейлетони та гуморески, придумував інтермедії, сценки, естрадні монологи, циркові клоунади. Зблизився з цирковими артистами і навіть якийсь час працював у цирку. Поступово прийшли ролі. Він зіграв кілька ролей у кіно (фільм «Російське питання», режисер Михайло Ромм) і був прийнятий в Театр кіноактора. Але в театрі з його величезною трупою, куди входили імениті кінозірки, молодим і не дуже відомим акторам не доводилося розраховувати на постійну зайнятість у спектаклях. Тоді у Драгунського виникла ідея створення невеликої самодіяльної трупи всередині театру. Правда, самодіяльністю таку трупу можна було назвати умовно — учасниками були професійні артисти. Багато акторів із задоволенням відгукнулися на ідею створення пародійного «театру в театрі». Драгунський став організатором і керівником ансамблю літературно-театральної пародії «Синя пташка», який проіснував У 1948—1958 роках. Туди стали приходити і актори інших московських театрів. Поступово маленька трупа набула значущість і неодноразово виступала в Будинку актора (тоді: Всеросійське театральне товариство), де в той час директорував Олександр Мойсейович Ескін. Пародійні веселі спектаклі мали настільки гучний успіх, що Драгунський був запрошений створити подібний колектив з тією ж назвою у Мосестраді. Для постановок у «Синій пташці» спільно з Людмилою Давидович склав текст до кількох пісень, які згодом стали популярними та набули друге життя на естраді: «Три вальси», «Чудо-пісенька», «Теплохід», «Зірка моїх полів», «Березонька».
Під час Німецько-радянської війни Драгунський був у ополченні.
З 1940 року публікує фейлетони і гумористичні розповіді, пізніше зібрані в збірник «Залізний характер» (1960); пише пісні, інтермедії, клоунади, сценки для естради та цирку.
З 1959 року Драгунський пише веселі розповіді про Дениса Корабльова під загальною назвою «Деніскині оповідання», за мотивами яких виходять фільми «Веселі історії» (1962 р.), «Дівчинка на кулі» (1966 р.), «Деніскині розповіді» (1970 р.), «По секрету всьому світу» (1976), «Дивовижні пригоди Дениса Корабльова» (1979 р.), «Де це бачено, де це чувано» (1973 р.), «Капітан», «Пожежа у флігелі» і «Підзорна труба» (1973 р.). Ці розповіді принесли їх автору величезну популярність, саме з ними та стало асоціюватися його ім'я. Ім'я Дениска було обрано не випадково — так назвали сина.
Крім того, Драгунський був сценаристом фільму «Чарівна сила мистецтва (1970)», в якому як героя також виведений Дениска Корабльов.
Однак Віктор Драгунський писав прозові твори для дорослих теж. У 1961 році вийшла повість «Він упав на траву» про найперші дні війни. Герой її, молодий художник, як і сам автор книги, попри те, що його по інвалідності не закликали в армію, записався в ополчення. Повість «Сьогодні і щодня» (1964 р.) присвячена життю працівників цирку, головний герой якої — клоун; це книга про людину, що існує часу всупереч, що живе по-своєму.
Але найбільше відомі і користуються популярністю дитячі «Денискові оповідання».
У 1960-х великими тиражами виходять книги з цієї серії:
- «Друг дитинства»,
- "Дівчинка на кулі ",
- «Чарівна сила мистецтва»,
- «Двадцять років під ліжком»,
- «Зачарована літера»,
- «Викрадач собак»,  У 1970-ті:

- «Різнобарвні оповідання»,
- «Пригода»,
- «Червоний кулька в синьому небі». Письменник помер у Москві 6 травня 1972 року.